# Lista över countyn i Vermont

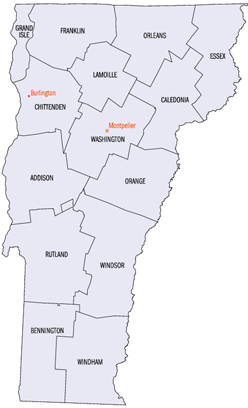
Vermonts countyn

Detta är en lista över de 14 countyn som finns i delstaten Vermont i USA.
| County            | Centralort (county seat) | Etablerat | Folkmängd (2000) | Yta       |
| ----------------- | ------------------------ | --------- | ---------------- | --------- |
| Addison County    | Middlebury               | 1785      | 35 974           | 2 093 km² |
| Bennington County | Manchester Bennington    | 1779      | 36 994           | 1 755 km² |
| Caledonia County  | St. Johnsbury            | 1796      | 29 702           | 1 703 km² |
| Chittenden County | Burlington               | 1787      | 146 571          | 1 605 km² |
| Essex County      | Guildhall                | 1792      | 6 459            | 1 745 km² |
| Franklin County   | City of St. Albans       | 1877      | 45 417           | 1 792 km² |
| Grand Isle County | North Hero               | 1777      | 6 901            | 504 km²   |
| Lamoille County   | Hyde Park                | 1835      | 23 233           | 1 201 km² |
| Orange County     | Chelsea                  | 1781      | 28 226           | 1 792 km² |
| Orleans County    | Newport                  | 1792      | 26 277           | 1 868 km² |
| Rutland County    | Rutland                  | 1781      | 63 400           | 2 447 km² |
| Washington County | Montpelier               | 1777      | 58 039           | 1 801 km² |
| Windham County    | Newfane                  | 1779      | 44 216           | 2 067 km² |
| Windsor County    | Woodstock                | 1781      | 57 418           | 2 527 km² |